# Викиди

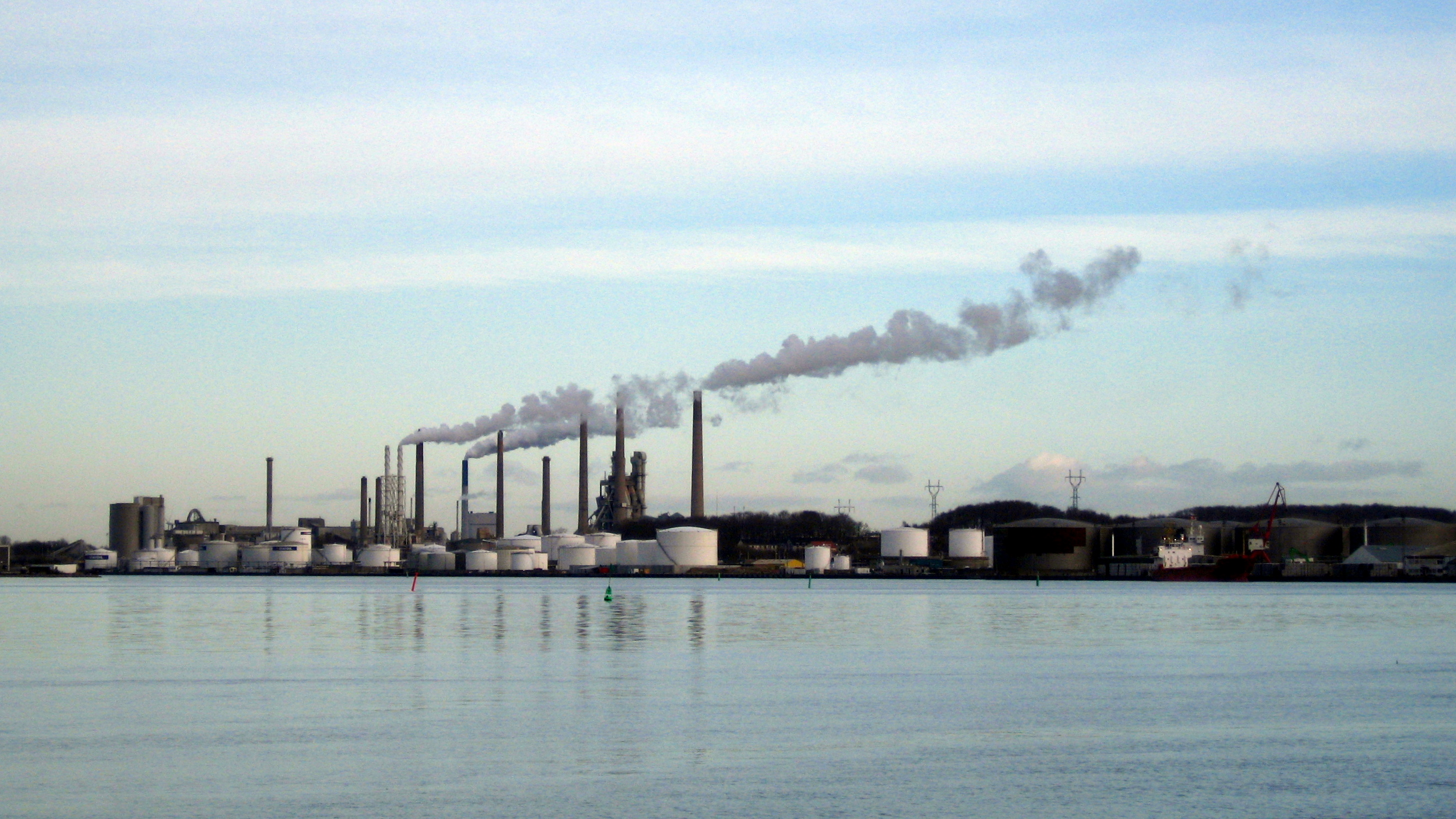
Промислові викиди в повітря в Ольборзі

Ви́кид (англ. emission) — надходження в атмосферне повітря забруднюючих речовин або суміші таких речовин. Джерелом викиду є об'єкт (підприємство, цех, агрегат, установка, транспортний засіб тощо), з якого надходить в атмосферне повітря забруднююча речовина або суміш таких речовин.
Викид речовин відбувається в результаті промислової діяльності, функціонування комунального сектора чи транспортних засобів.
Надходження в довкілля будь-яких забруднювачів може бути короткочасне або довготривале (протягом певного часу).
З метою регулювання викидів забруднюючих речовин в атмосферу та здійснення державного обліку в галузі охорони атмосферного повітря на підприємстві проводиться інвентаризація викидів забруднюючих речовин. Звіт з інвентиризації є основою для отримання дозволу на викиди.